# Prieuré Notre-Dame de l’Atlas de Midelt
Le prieuré Notre-Dame de l’Atlas de Midelt est un établissement cistercien situé à Midelt au Maroc.

## Histoire
L'abbaye Notre-Dame de l’Atlas fondée en 1933-34 à Ouled Trift (Algérie) par des trappistes de l'abbaye Notre-Dame de Délivrance (Rajhenburg, Slovénie) est déplacée dès 1935 à Benchicao puis placée sous l'autorité de l'abbaye Notre-Dame d'Aiguebelle en 1937. L’année suivante l'abbaye est transférée sur le site de Tibhirine près de Médéa où il devient prieuré autonome en 1984.
Sept moines y sont assassinés dans la nuit du 26 au 27 mars 1996 et les deux seuls survivants, le  père Amédée Noto et le supérieur Jean-Pierre Schumacher, transfèrent le prieuré à Fès dès le 2 juin. Quatre ans plus tard, en 2000, ils s’installent définitivement à Midelt dans un monastère occupé antérieurement par des franciscaines. Depuis, la communauté compte 8 membres d’origine très diversifiée.

## Architecture et description
Comme les kasbahs environnantes, le monastère est entouré d’un mur de clôture avec une  unique entrée monumentale dans le style du pays ouvrant sur une grande cour qui donne directement accès à des pièces situées sur un seul niveau. Au centre, une grande roseraie entoure la statue de la Vierge. 
La partie monastique, adossée à l'église, est disposée autour d’un cloître carré d’architecture locale. Deux chapelles sont dédiées aux pères Charles de Foucauld, Albert Peyriguère et un oratoire aux sept martyrs de Tibhirine. 
La partie des hôtes se compose de deux bâtiments en forme de T. Le premier accolé à la partie monastique comporte un oratoire, un  réfectoire et une dizaine de chambres. Le second comprend quatre chambres et une salle de réunion,.

## Liste des supérieurs
- Jean-Pierre Schumacher 1996-1999.
- Dom Jean-Pierre Flachaire depuis 1999[5].